# Бульбинелла Росса
Бульбине́лла Ро́сса (лат. Bulbinella rossii) — новозеландское растение, вид рода Бульбинелла семейства Ксанторреевые (Xanthorrhoeaceae). Вид назван в честь английского моряка, исследователя полярных районов Джеймса Кларка Росса (1800—1862), побывавшего на острове Кэмпбелл в декабре 1840 года.
Изображена на купюре в пять новозеландских долларов 1992 года выпуска.

## Ботаническое описание
Многолетнее травянистое двудомное растение, достигает 120 см в высоту.
Листья линейные, длиной до 1 м и шириной до 6 см.
Цветки — с жёлтыми венчиками, до 1,4 см в диаметре, с шестью лепестками, собраны в кистевидное соцветие, расположенное на верхушке стебля.
Плод — коробочка длиной до 1 см; длина семян — от 4 до 6 мм.
Число хромосом: 2n = 14.

## Распространение и среда обитания
Растёт на Новозеландских субантарктических островах. Сегодня сбор растения запрещён, оно охраняется законом.